# Un par de vueltas por la realidad
Un Par de Vueltas por la Realidad es el primer libro publicado por el poeta peruano Juan Ramírez Ruiz en 1971 por la Ediciones del Movimiento Hora Zero. En su carátula hay un dibujo del pintor peruano José Tang. En la contracarátula el autor declara "quiero conocer el mundo".
Un Par de Vueltas por la Realidad fue uno de los libros más importantes de su generación. Entre los muchos poemas que el volumen contiene, destacan "El Júbilo", "Puerto Supe", "Irma Gutiérrez", "Juana Cabrera", "Julio Polar" y "Le quitaron la ciudad a Mario Luna". El libro también incluye, aparte del manifiesto general del Movimiento Hora Zero "Palabras Urgentes" los imprescindibles ensayos "El punto sobre la I" y "Planteamiento para el Poema Integral", los que convirtieron a Ramírez Ruiz en el ideólogo del Movimiento en su primera etapa.
Actualmente en el Perú, Un par de vueltas por la realidad, libro considerado de culto, ha sido reeditado por la editorial independiente Vivirsinenterarse.
- Datos: Q5648821